# Drzewica (stacja kolejowa)
Drzewica – stacja kolejowa w Drzewicy, w województwie łódzkim, w Polsce. Ze stacji codziennie odjeżdżają pociągi do Łodzi, Tomaszowa Mazowieckiego i Radomia.
Od września 2023 zatrzymuje się też pociąg PKP Intercity Koziołek w relacji Poznań Główny - Lublin Główny - Poznań Główny

## Ruch pasażerski
| Rok  | Wymiana pasażerska na dobę |
| ---- | -------------------------- |
| 2017 | 100-149                    |
| 2022 | 200-299                    |